# Hermann Kasack
Hermann Robert Richard Eugen Kasack (24 de julio de 1896, Potsdam cerca de Berlín, Alemania - 10 de enero de 1966, Stuttgart) fue un escritor, poeta y dramaturgo alemán. Su obra más conocida es la novela Die Stadt hinter dem Strom (La ciudad detrás del río). Pionero de la radio, usó el pseudónimo Hermann Wilhelm y Hermann Merten.

## Biografía
Kasack nació en Potsdam hijo único de un médico estudió entre 1914 y 1920 en la Universidad Humboldt de Berlín. En 1915, publicó su primer poema en la revista Die Aktion.
En 1917 inició su relación con el pintor Walter Gramatté, que será el modelo para el personaje de su novela Die Stadt hinter dem Strom, y con el poeta Oskar Loerke. Fue editor en 1920 de la editorial Gustav-Kiepenheuer-Verlag en Potsdam, donde editó la obra integral de Friedrich Hölderlin. 
En 1926 se estrenó su pieza Die Schwester y en 1933, le fue prohibido trabajar en radio. En 1941, sucedió a Oskar Loerke como editor en S. Fischer Verlag, y luego director cuando Peter Suhrkamp fue arrestado en 1944.
En 1947 apareció su novela más famosa Die Stadt hinter dem Strom ganadora del Premio Fontane en 1949. 
En 1948, Kasack fundó el PEN Internacional alemán y de 1953 a 1963 fue presidente de la Academia de Letras Alemana (Deutsche Akademie für Sprache und Dichtung). 
Compuso el libreto para la ópera sobre su novela Die Stadt hinter dem Strom, compuesta por Hans Vogt estrenada en 1955 en Wiesbaden.

## Obras selectas

### Teatro
- Die Schwester. Eine Tragödie in acht Stationen Berlín 1920
- Die tragische Sendung. Ein dramatisches Ereignis in zehn SzenenBerlin 1920 (Potsdam 1993)
- Vincent, Potsdam 1924
- Die Stadt hinter dem Strom, Frankfurt am Main 1954

### Teatro radial
- Stimmen im Kampf, Berlín 1930,1930 (30 min)
- Tull, der Meisterspringer, Berlín 1932
- Eine Stimme von Tausend, Berlín 1932
- Der Ruf, Berlín 1932

### Novelas
- Die Stadt hinter dem Strom, Berlín 1947
- Das große Netz, Berlin/Frankfurt am Main 1952

## Publicaciones
- Pierre Lech: Hermann Kasack und der zeitkritische Roman der Gegenwart. Echternach/Luxemburg 1956 (Univ., Diss., 1956)
- Wolfgang Kasack (editor): Leben und Werk von Hermann Kasack. Ein Brevier. 1966.
- Heribert Besch: Dichtung zwischen Vision und Wirklichkeit. Eine Analyse des Werkes von Hermann Kasack mit Tagebuchedition (1930–1943). Röhrig, St. Ingbert 1992, ISBN 3-924555-96-6